# تتراکربونیل هیدرید آهن

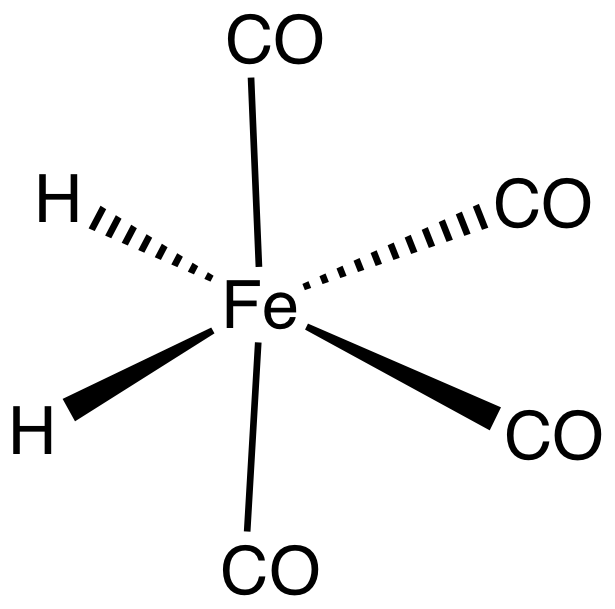
فرمول شیمیایی تتراکربونیل هیدرید آهن

تتراکربونیل هیدرید آهن (به انگلیسی: Iron tetracarbonyl hydride) با فرمول شیمیایی FeC
4H
2O
4 یک ترکیب شیمیایی با شناسه پاب‌کم ۷۱۵۷۰۳ است؛ که جرم مولی آن 169.901 g mol-1 می‌باشد. شکل ظاهری این ترکیب، مایع (در دمای -۲۰ °C) است.